# 真鶴パーキングエリア
真鶴パーキングエリア（まなづるパーキングエリア）は、神奈川県小田原市の真鶴道路上に存在したパーキングエリアである。現在は国道135号の休憩所として、駐車場・トイレのみが残されている。

## 概要
かつて真鶴道路が日本道路公団により運営・管理されていた時期にはパーキングエリアとして、供食施設を持つ「真鶴売店」が併設されていた。真鶴道路の神奈川県道路公社への移管に伴い、真鶴売店は2005年（平成17年）9月29日に閉店した。以降、独立した休憩施設としては扱われていないが、PA時代の駐車場・トイレはそのまま残されている。
真鶴道路の新道区間供用前は、当パーキングエリア内の小田原寄りに料金所施設が設置されていた。
駐車場の前には民間の飲食店や土産店が軒を連ねており、ドライブインのようになっている。相模湾やかながわの橋100選に選ばれた東海道本線・白糸川橋梁が一望できる。
かつては箱根登山バス小田原駅 - 湯河原駅線の「根府川」停留所が設けられていたが、路線廃止に伴い2022年4月3日を以て廃止された。

## 施設

### 下り線（小田原方面）
- 駐車場
  - 大型
  - 小型
- トイレ（上下線共用。上り線からは駐車場より本線を横断してアクセスする）

### 上り線（湯河原方面）
- 駐車場
  - 大型
  - 小型

## 周辺
- 根府川駅
- 箱根ジオパーク 根府川（片浦海岸）ジオサイト

## 隣
根府川現道分岐 - 真鶴PA - 旧道・新道分岐 - 真鶴（新道）料金所 - 岩IC